# Camillina
Camillina är ett släkte av spindlar. Camillina ingår i familjen plattbuksspindlar.

## Dottertaxa tillCamillina, i alfabetisk ordning[1]
- Camillina aldabrae
- Camillina antigua
- Camillina arequipa
- Camillina balboa
- Camillina bimini
- Camillina biplagia
- Camillina brasiliensis
- Camillina caldas
- Camillina calel
- Camillina campeche
- Camillina capensis
- Camillina cauca
- Camillina cayman
- Camillina chiapa
- Camillina chilensis
- Camillina chincha
- Camillina claro
- Camillina colon
- Camillina cordifera
- Camillina cordoba
- Camillina cruz
- Camillina cui
- Camillina desecheonis
- Camillina elegans
- Camillina europaea
- Camillina fiana
- Camillina gaira
- Camillina galapagoensis
- Camillina galianoae
- Camillina huanta
- Camillina isabela
- Camillina isla
- Camillina jeris
- Camillina kaibos
- Camillina kochalkai
- Camillina longipes
- Camillina madrejon
- Camillina mahnerti
- Camillina major
- Camillina marmorata
- Camillina maun
- Camillina mauryi
- Camillina merida
- Camillina metellus
- Camillina minuta
- Camillina mogollon
- Camillina mona
- Camillina namibensis
- Camillina nevada
- Camillina nevis
- Camillina nova
- Camillina oruro
- Camillina pavesii
- Camillina pecki
- Camillina pedestris
- Camillina penai
- Camillina pernambuco
- Camillina pilar
- Camillina piura
- Camillina procurva
- Camillina puebla
- Camillina pulchra
- Camillina punta
- Camillina recife
- Camillina relucens
- Camillina rogeri
- Camillina samariensis
- Camillina sandrae
- Camillina setosa
- Camillina shaba
- Camillina smythiesi
- Camillina tarapaca
- Camillina taruma
- Camillina tsima
- Camillina ventana